# Miniera in fiamme (film 1919)
Miniera in fiamme (The Toilers) è un lungometraggio muto del 1919 diretto da Tom Watts. Sono sopravvissuti solo due dei cinque rulli che compongono il film.

## Trama
Un giovane uomo lascia la sua famiglia e la sua ragazza, partendo da un villaggio di pescatori della Cornovaglia per cercare fortuna a Londra.